# Anatolij Sztepanovics Hricenko
Anatolij Sztepanovics Hricenko (ukránul: Анатолій Степанович Гриценко; Bahacsivka, 1957. október 25.) ukrán repülőmérnök, katona, politikus. 2005 februárja és 2007 decembere között Ukrajna védelmi minisztere volt.

## Élete
Az Ukrajna Cserkaszi területének Zvenihorodkai járásában fekvő Bahacsivkában született. Apja Sztepan Demjanovics Hricenko (sz. 1927), anyja Hanna Tihonyivna Hricenko (sz. 1936).
1974-ben kitüntetéssel fejezte be a kijevi Ivan Bohun Katonai Középiskolát, majd a Kijevi Katonai Repülő-műszaki Főiskolán tanult, ahol 1979-ben repülőmérnöki végzettséget szerzett. A Szovjet Hadsereg állományában repülő-műszaki beosztásokban dolgozott. 1979–1981 között az ukrajnai Ohtirkában egy repülőgép-kiszolgáló és javító egység (19109 sz. alakulat) parancsnoka volt. Ezt követően nyolc a Kijevi Katonai Repülő-műszaki Főiskolán oktatott. 1984 decemberében kandidátusi fokozatot szerzett. Később az ukrán védelmi minisztérium állományába került.
1992–1994 között az Ukrán Fegyveres Erők Vezérkarának katonai biztonsági és fejlesztési tudományos kutatóintézetének egyik igazgatóságát vezette. Közben az Egyesült Államokban tanult, 1993-ban elvégezte az USA Védelmi Minisztériumának idegen nyelvi iskoláját. 1994-ben az USAF Légierejének akadémiáján (Air War College) tanult, majd 1995-ben elvégezte az Ukrán Fegyveres Erők Akadémiáját.
1997-től 1999-ig az Ukrán Nemzetbiztonsági és Védelmi Tanács (RNBOU) elemző részlegét vezette. 1999 októberétől a gazdasági és politikai kutatásokkal foglalkozó Razumkov-intézet igazgatója volt. Ezzel egy időben, 2000 januárjától külső munkatársként az Ukrán Legfelsőbb Tanács (Verhovna Rada) nemzetbiztonsági és védelmi bizottságának tanácsadója volt, majd novembertől az elnök mellett létrehozott belpolitikai társadalmi szakértői tanács tagja lett.
2004 júniusában Viktor Juscsenko választási stábjának elemző-információs csoportjának vezetője lett. Juscsenko elnökké választása után, 2005. január 4-én Hricenkót nevezték ki Ukrajna védelmi miniszterévé. Posztját Timosenko, Jehanurov majd Janukovics kormányaiban is megőrizte. 2007. december 18-án saját kérésére felmentették miniszteri posztjából. Hricenko nyugati elkötelezettségű politikus, Ukrajna EU- és NATO-integrációjának támogatója, ugyanakkor Ukrajna NATO-csatlakozását a jelenlegi helyzetben nem tartja célszerűnek. Minisztersége idején vonták ki a nemzetközi erők kötelékében Irakban szolgáló ukrán csapatokat. Az ukrán fegyveres erők további csökkentését szorgalmazta. 2007. decemberi lemondását a hadseregben folyó reformok politikai támogatottságának hiányával, valamint a Janukovics-kormánye idején a NATO-együttműködés intenzitásának lelassulásával indokolta. (Viktor Janukovics szerint a NATO-kérdést népszavazáson kell eldönteni.)
A 2007-es időközi parlamenti választáson pártonkívüliként a Mi Ukrajnánk – Népi Önvédelem (NUNSZ) pártlistájának negyedik helyéről jutott mandátumhoz. 2007. december 4-én a parlament nemzetbiztonsági és védelmi bizottságának elnökévé választották, december 26-tól tölti be a posztot. 2008. december 11-től ő vezeti a Polgári Álláspont (Hromagyanszka Pozicija) össz-ukrajnai társadalmi szervezetet.
Indult a 2010-es ukrajnai elnökválasztáson. A 2010. január 17-i első fordulóban 296 412 szavazatta 1,2%-os eredményt ért el.
Ugyancsak indult a 2014. május 25-én megtartott elnökválasztáson, ahol 5,48%-os eredményt ért el.
Pártja, a Polgári Álláspont listavezetőjeként indult a 2019. július 21-i parlamenti választáson, azonban nem érte el az 5%-os parlamenti jutási küszöböt.

## Magánélete
Első felesége Ljudmila Mihajlivna Hricenko volt. Második felesége Julija Mosztova (sz. 1968.) újságíró, a befolyásos ukrán hetilap, a Dzerkalo Tizsnya főszerkesztő-helyettese, Olekszandr Razumkov volt felesége. Három saját gyermeke van. Első házasságából született Olekszij (sz. 1979, mérnök) és Szvitlana (1982, közgazdász). Második házasságából született Hanna (2004). Rajtuk kívül egy nevelt fia van, Hlib Razumkov (sz. 1998), aki második felesége előző házasságából született.
Angolul és oroszul beszél. Hobbija a sakk és a kirándulás.

## Jelentősebb publikációi
- Civil-military relations in Ukraine: a system emerging from chaos (1997)
- Ukraine's Defense Sector in Transition: Impacts of foreign and security policy (1999)
- Vijszkova reforma v Ukrajinyi: sztart csi cserhovis faltart (2000)